# تمیس‌سانان
تمیس‌سانان (Dioscoreales) یکی از راسته‌های گیاهان است.
تمیس‌سانان راسته‌ای از تک‌لپه‌ای‌ها است که در رده‌بندی اِی.پی.جی. سه تیره را شامل می‌شوند.